# Composição (Figura só)
Composição (Figura só) é uma pintura da artista brasileira Tarsila do Amaral, a única que ela executou em 1930. Em formato horizontal, este óleo sobre tela retrata uma mulher em pé diante de uma estranha planta verde em uma paisagem vazia, com seus longos cabelos castanhos varridos pelo vento além da borda direita da composição. A solidão da artista foi agravada pelo fim do seu casamento com Oswald de Andrade, bem como pela crise da fazenda de café da família devido à Grande Depressão, e a obra pode ser interpretada como um autorretrato. Parte do acervo particular de Ronaldo Cezar Coelho, está emprestado ao Museu de Arte de São Paulo, em São Paulo.

## Descrição e Análise
Esta pintura de Tarsila do Amaral configura-se como uma das mais enigmáticas e densas representações subjetivas de sua trajetória pictórica. A composição apresenta uma figura feminina solitária, de costas para o observador, postada em meio a uma paisagem noturna que parece dilatar-se em infinitude, acentuando a sensação de isolamento existencial. O vento, que incide com vigor sobre seus longos e ondulados cabelos castanhos, empurrando-os dramaticamente para além dos limites da tela, estabelece uma tensão poética e atmosférica que transforma a cena em metáfora visual de abandono, melancolia e transitoriedade.
O espaço pictórico, construído por um chão de tonalidade verde-oliva e um céu espesso azul-prussiano, é dominado por uma atmosfera fria e inóspita. A figura, cujo contorno delicado e levemente curvo assemelha-se à forma de uma lágrima, enverga um traje rosa que contrasta, com discreta ternura, com a severidade cromática do ambiente. Sem rosto visível, a personagem, ausente de identidade explícita, representa menos um retrato literal e mais um estado emocional suspenso, um reflexo subjetivo de perda e contemplação.
A paisagem, embora despida de referências geográficas específicas, é habitada por quatro elementos vegetais verticalizados, figuras que remetem às formações botânicas oníricas características do universo visual de Tarsila e que já se anunciavam em obras anteriores, como O Lago (1928) ou E.F.C.B. (1924). Contudo, ao contrário da paleta vibrante e solar que consagrou sua fase "pau-brasil" e parte do ciclo "antropofágico", esta tela emerge num registro sombrio, quase soturno, marcado pela introspecção e pelo desalento.
Não é fortuito que a crítica identifique como um autorretrato velado. O ano de 1930 constituiu-se como um divisor de águas não apenas na biografia da artista, mas também no destino de seu país e do mundo. A falência da fortuna de sua família — arruinada pela crise financeira desencadeada pela quebra da Bolsa de Nova York em 1929 —, o término abrupto de seu casamento e parceria intelectual com Oswald de Andrade, que a abandona num episódio pessoal que escandalizou os círculos modernistas paulistas, e o colapso da República Velha, substituída pela ascensão do governo provisório de Getúlio Vargas, instauram um contexto de crise e transição irreversível.
A figura feminina, solitária e exposta ao vento que parece soprar de um futuro incerto, encarna, assim, a vulnerabilidade de uma mulher e de uma artista diante do colapso das estruturas que sustentavam sua identidade e seu mundo. A obra não é apenas uma paisagem ou um retrato: é, sobretudo, um monumento silencioso ao desencanto e ao deslocamento, uma imagem de um tempo que, definitivamente, não seria mais como antes.